# CP Puppis
CP Puppis eller Nova Puppis 1942 var en ljusstark nova i stjärnbilden Akterskeppet som nådde sitt maximum november 1942.
Från att ha varit en stjärna av 17:e magnituden nådde den magnitud –1,4  och blev sedan snabbt svagare igen. Den tappade tre magnituder i ljusstyrka på 6,5 dygn, ett av de snabbaste avklinganden som någonsin observerats hos en nova.
14 år senare kunde avståndet bedömas, när gasskalet som novan skjutit ut blivit tillräckligt stort för att observeras.
2000 gjordes nya mätningar som medförde korrigeringar i det beräknade avståndet till 3720 ljusår. 
Novautbrottet kan förklaras av att novan, som är en vit dvärg, har en följeslagare med kort omloppstid. Omloppstiden är beräknad till 1,47 timmar vilket är en av de kortast kända bland klassiska novor.